# عمان الشرقية

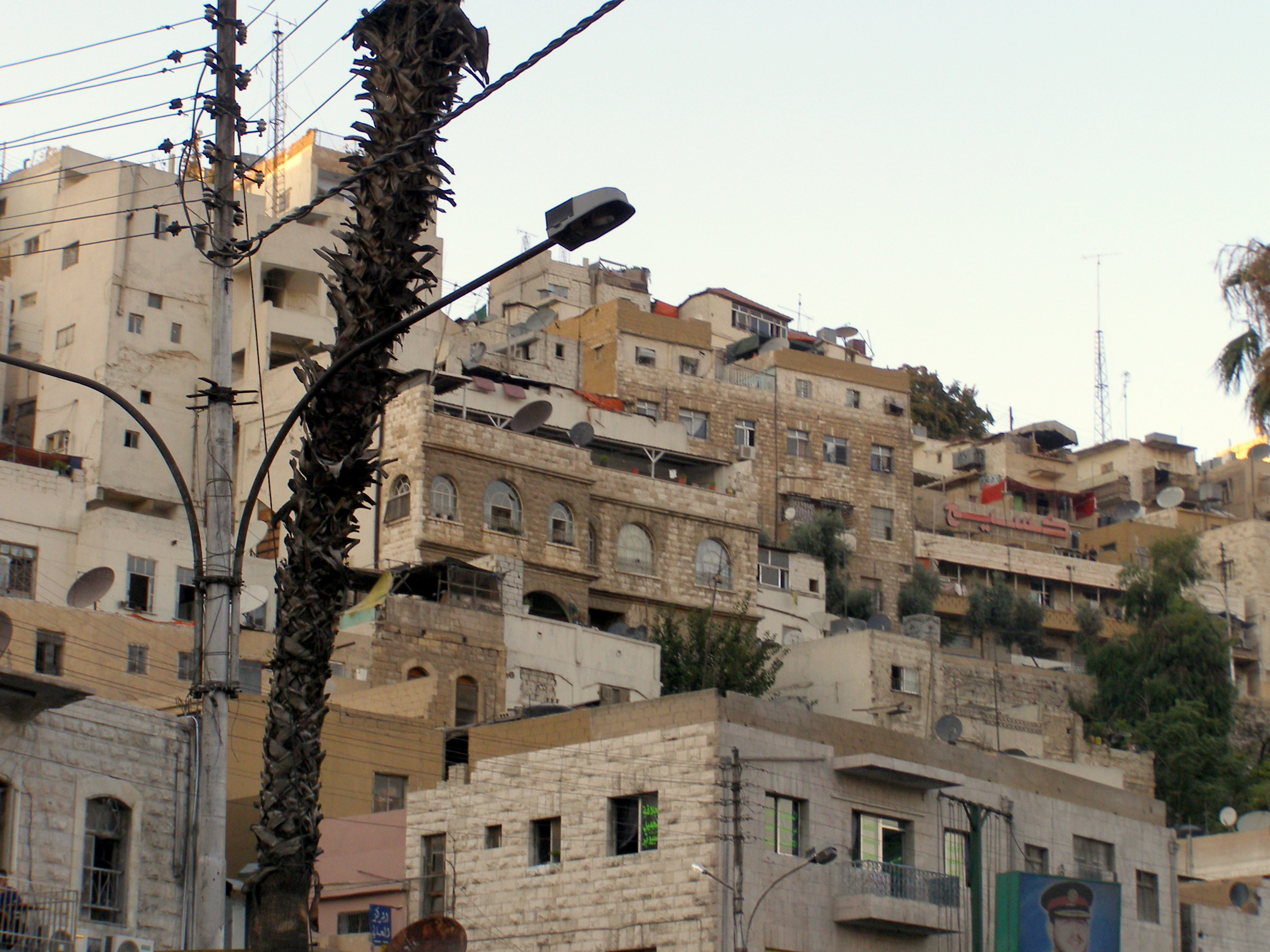
صورة٢٠١٨حي الشابسوغ - شرق عمان

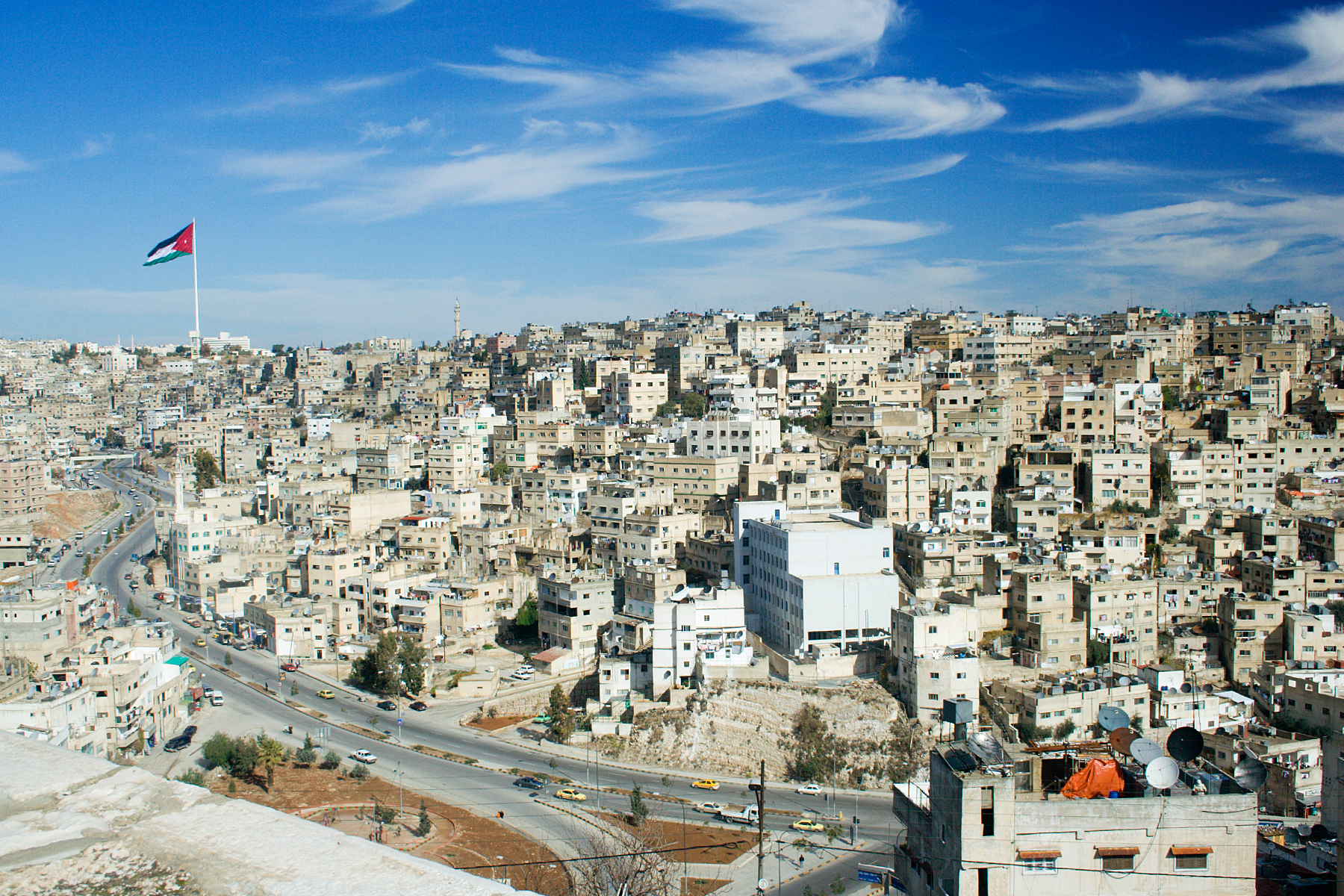
منظر لعمان الشرقية من جبل القلعة

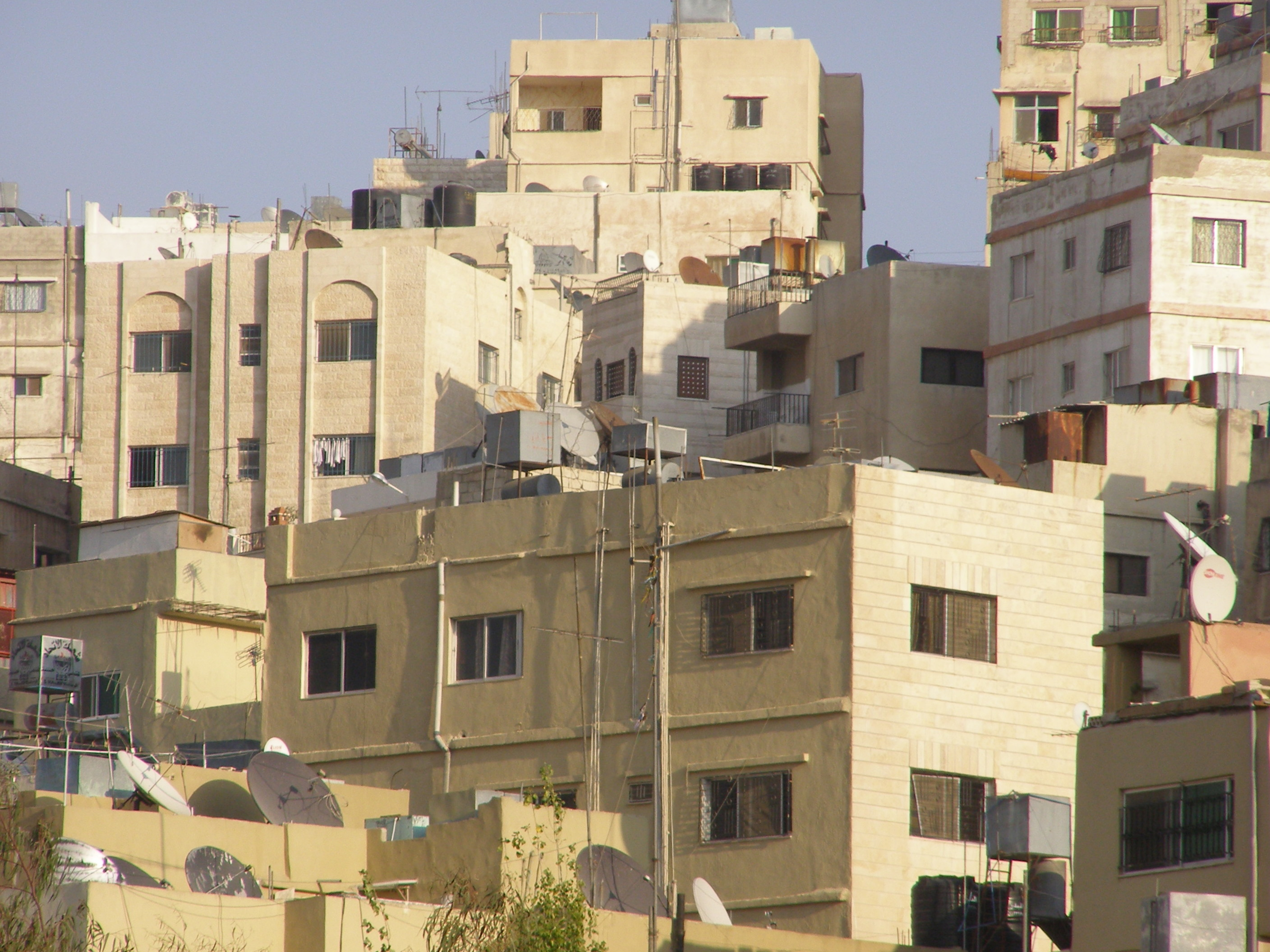
احياء الشرقعمان الشرقية

عمان الشرقية أو عمان القديمة، هي المنطقة الواقعة في الجزء الشرقي من العاصمة الأردنية عمان، ومعظم بنائها يعود لبداية القرن وحتى منتصف الثمانينيات. ويتميز بالبناء المتراص ذي الواجهات الإسمنتية، وكثير من مناطقها ذات طابع معيشي بسيط.

## أهم أحياء ومناطق عمان الشرقية

### جبال عمان الشرقية
- جبل القصور
- جبل الجوفة
- جبل التاج
- جبل النزهة
- جبل النصر
- جبل الأشرفية
- جبل النظيف
- جبل المرقب
- الجبل الأخضر
- جبل الحسين

### الأحياء
- وسط البلد
- الوحدات
- ماركا الشمالية وماركاالجنوبية
- ياجوز
- شفا بدران
- رغدان
- المحطة
- حي نزال
- المقابلين
- البنيات
- حي صالحية العابد
- الهاشمي الشمالي والجنوبي
- المهاجرين
- أبو علندة
- القويسمة
- حي الطفايلة